# MG F-type
La MG F-type Magna est une voiture à moteur six-cylindres produite par le constructeur MG d'octobre 1931 à 1932. Elle était aussi connue comme la 12/70. 
À la recherche d'une voiture pour combler le fossé entre la M-Type Midget et la 18/80, MG se tourna vers un autre moteur devenu disponible avec l'acquisition de Wolseley par  William Morris. C'était le 6 cylindres de 1271 cm³ avec arbre à cames en tête déjà utilisé dans la MG M type Midget de  1929 et vu dans la Wolseley Hornet de 1930, affublé de caches latéraux pour dissimuler ses origines. Équipé d'un carburateur double corps SU d'un pouce (25 mm), il produit 37,2 cv(27,7 kW) à 4100 tr/min au début, par la suite augmenté à 47 cv (35 kW) par la révision du calage de la distribution. La propulsion des roues arrière se fait par l'intermédiaire d'une boîte à quatre vitesses non-synchronisée de fabrication ENV. Le châssis est une version rallongée de  10 pouces (254 mm) de celui de la MG type D avec suspension par ressorts semi-elliptiques et des amortisseurs à frottement Hartford aux quatre roues, avec des essieux avant et arrière rigides. Des roues fil portent des pneus de 4.00 x 19, et le verrouillage de fixation central est utilisé. La voiture avait un empattement de 94 pouces (2.388 mm) et une voie de 42 pouces (1.067 mm).
Avec son radiateur en pente et son long capot, la F-Type est une jolie voiture capable d'atteindre 70 miles/heure (110 km/h). 188 voitures furent fournies comme châssis roulants pour être carrossées à l'extérieur, chez Abbey, Jarvis, Stiles et Windover.

## F
La F originale était limitée par des tambours de freins  de 8 pouces (200 mm), qui ne convenaient pas vraiment aux carrosseries quatre places. De nombreuses voitures F1 furent par la suite aménagées avec les plus grands freins de la F2.
La randonneuse quatre places coûtait £250 et le Foursome coupé coûtait £289.

## F2
Introduite à la fin de 1932, la F2 était la 2 places ouverte de la gamme. Elle a également eu un freinage renforcé vraiment nécessaire par l'ajustement des tambours de 12 pouces (300 mm) aux quatre roues. La carrosserie à portes droites venait de la J-Type Midget.

## F3
La F3, également présentée en 1932, utilise les mêmes freins que la F2, mais avait les carrosseries de la randonneuse 4 places et du Coupé. Le refroidissement du moteur a été amélioré par modification du débit d'eau de refroidissement.